# Oniisama e…
Oniisama e... (яп. おにいさまへ… Они:сама э, рус. «Уважаемый старший брат», англ. «Brother, Dear Brother») — манга Риёко Икэды и одноимённый аниме-сериал в жанрах романтическая драма и юри. Режиссёр — Осаму Дэдзаки.
Манга выходила в 1978 году, выпущена в трёх томах. Сериал транслировался в 1991—1992 годах состоит из 39 серий по 26[уточнить] минут.

## Сюжет
В последний свой день обучения в средней школе шестнадцатилетняя Нанако Мисоно обращается к молодому преподавателю Хэнми Такэхико с необычной просьбой: разрешить писать ему письма о своей жизни, как если бы он был её братом. Девушка получает согласие и в дальнейшем все происходящие события излагаются от её имени, как тексты её писем, всякий раз начинающиеся с обращения «Уважаемый старший брат!».
Нанако вместе со своей школьной подругой Томоко поступает в старший класс школы Сэйран, престижного учебного заведения для девушек из богатых семей, и начинает осваиваться в новой школе. В школе имеется т. н. Сорорити («сестринство»). В него входят старшеклассницы, представляющие собой своеобразную «элиту школы». К ним предъявляются повышенные требования (внешний вид, манеры, успеваемость), но они имеют массу привилегий. Попасть в Сорорити — мечта большинства девушек школы, но удаётся это лишь немногим. Новые кандидаты выбираются внутренним голосованием старших «сестёр», на которое обычные ученицы никак не могут повлиять. Немногие счастливицы становятся объектом зависти, нередко — презрения, а иногда — ненависти и травли. Тем не менее, только что пришедшая в школу Нанако приглашается в Сорорити, хотя и сама не понимает, чем вызвана такая честь.

## Персонажи
Дизайнер персонажей — Акио Сугино.
- Нанако Мисоно (яп. 御苑生 奈々子) — главная героиня драмы. Наивная, добрая и очаровательная девушка. Для неё многие чувства, которые проявляют к ней некоторые ученицы, в новинку, она искренне не понимает, зачем издеваться и унижать человека. Тихоня и отличница, она проникается сочувствием к Рэй, Каору и Марико, старается помочь им. Не терпит несправедливости. Мисоно чувствует себя неуютно в Сорорити, ей не понятно, какова причина того, что именно она была выбрана в младшие сестры. Несмотря на свою бесконфликтность, она не отступает и делает все так, как считает правильным.

Сэйю: Хироко Касахара
- Хэнми Такэхико (яп. 辺見 武彦) — брат Нанако по переписке. Добрый и образованный молодой человек, всегда поддерживает Мисоно, он видит в ней свою родную младшую сестру. Хэнми приходится сыном отчиму Нанако, однако сама девушка об этом не догадывается.

Сэйю: Тэссё Гэнда
- Томоко Арикура (яп. 有倉 智子) — лучшая подруга Нанако и её бывшая одноклассница. Энергичная и открытая девушка. Очень дорожит дружбой с Мисоно, всегда защищает и поддерживает её, даже во время ссоры. Увлекается кулинарией.

Сэйю: Вака Канда
- Марико Синобу (яп. 信夫 マリ子) — одноклассница Нанако и её хорошая подруга. Эффектная, яркая и привлекательная девушка. В глубине души очень одинока. Вместе с Нанако проходит отбор в сёстры Сорорити. Сначала ревновала Нанако к Томоко и пыталась их поссорить, однако в итоге подружилась с обеими девушками.

Сэйю: Сакико Тамагава
- Ая Мисаки (яп. 美咲彩) — одноклассница Нанако и адвокатская дочка. Заносчива, честолюбива, эгоистична. Она часто встаёт на пути у главной героини.

Сэйю: Масако Кацуки
- Каору Орихара (яп. 折原 薫) — одноклассница Нанако, одна из самых популярных девушек школы, звезда баскетбольного клуба. Несмотря на то, что она спортсменка, Каору очень образована и много читает. В школе так же известна как Каору-но-Кими — Благоуханный принц Каору. Она считает существование Сорорити неправильным. Из-за проблем со здоровьем пропустила год обучения в школе. Обладает огромным желанием жить.

Сэйю: Кэйко Тода
- Рэй Асака (яп. 朝霞 れい) — старшеклассница, одна из самых популярных девушек школы. Великолепно играет на скрипке, флейте и рояле. Увлекается поэзией. Раньше играла в баскетбольном клубе. Курит, принимает таблетки. В школе получила прозвище «Сен-Жюст», в честь деятеля французской революции, Луи Антуана Сен-Жюста. Её душа, как выражается Каору, «порабощена» Фукико, её старшей сестрой. Носит фамилию матери.

Сэйю: Суми Симамото
- Фукико Итиномия (яп. 一宮ふきこ) — старшеклассница, глава Сорорити, одна из самых популярных девушек школы, старшая сестра Рэй и младшая сестра Такаси. Великолепно играет на скрипке и рояле, выращивает розы. Старается казаться доброй, но обладает развитым лицемерием и жестокостью из-за неразделённой любви и детской травмы — лжи родителей по поводу её происхождения (она незаконнорождённая).

Сэйю: Мами Кояма
- Такаси Итиномия (яп. 一の宮 貴) — старший брат Фукико и Рэй, наследник семьи Итиномия. Положительный и отзывчивый человек. Лучший друг Хэнми, учится с ним в одном университете. Испытывает симпатию к Марико.

Сэйю: Кэнъю Хориути

## Медиа

### Манга
| № | Японская: дата публикации | Японская: ISBN |
| - | ------------------------- | -------------- |
| 1 | 20 августа 1978           |                |
| 2 | 30 сентября 1978          |                |
| 3 | 20 октября 1978           |                |

### Аниме
Сериал был переиздан и выпущен в Италии, Испании, Саудовской Аравии и Франции, хотя он был отменён после показа семи эпизодов во Франции из-за высокого содержания контента для взрослых. Известно также, что существовала греческая версия, трансляция которой была приостановлена между рекламными паузами в третьем эпизоде. Серия аниме доступна онлайн для зрителей в Соединенных Штатах через Viki.com, Hulu и YouTube. Сервис Anime Sols успешно спансировал весь сериал для североамериканского DVD. Под названием «Дорогой брат», в период с 29 июля 2014 года по 7 апреля 2015 года были выпущены три комплекта DVD-дисков.

## Тематика
Темы экранизации происходят вокруг суицидальных наклонностей, инцеста, лесбиянства, наркомании, насилия, развода, аддикций и болезней. Рей Асака испытывает глубокую любовь к своей сестре Фукико Ичиномии, которую можно рассматривать как инцестуозную из-за более поздних откровений в сюжете об их реальных отношениях и ранних взаимодействиях друг с другом. Лесбиянство также упоминается из-за романтических чувств Нанако к Рей и Марико к Каору.